# Calciumpolyfosfaat
Calciumpolyfosfaat (E544) is een heterogene mix van calciumzouten van polyfosforzuur. Het wordt verkregen door verhitting van calciumfosfaat. De stof bestaat uit reukloze, kleurloze kristallen of poeder en is meestal slecht oplosbaar in water. Het is wel oplosbaar in een zuur milieu.

## Toepassing
Calciumpolyfosfaat wordt gebruikt als een emulgator, een vochtvasthoudend middel, een sequestreermiddel en een textuurmiddel. Het is vooral te vinden als smeltzout in smeerkaas.

## Gezondheid
Grote doses calciumpolyfosfaat beïnvloeden de productie van enzymen in het spijsverteringsstelsel negatief. De aanvaardbare dagelijkse inname is minder dan 70 mg/kg lichaamsgewicht.